# Kibu
José Antonio Vicuña Otxandorena "Kibu" (20 de noviembre de 1971, Cizúrquil, Guipúzcoa, España) es un entrenador de fútbol profesional, periodista. Actualmente dirige al Mohammedan SC Calcuta de la I-League.

## Entrenador

### Carrera en España
Segundo entrenador de C.A.Osasuna anteriormente en años 2014/2015 Kibu fue el primer entrenador en el C.A.Osasuna, Liga Nacional Juvenil. Dirigió entre otros a actuales estrellas del fútbol europeo como Raúl García, Nacho Monreal, Javi Martínez o César Azpilicueta. Kibu empezó a entrenar con tan sólo 16 años. Durante sus estudios de Periodismo en la Universidad de Navarra fue jugador y entrenador del equipo universitario de la Universidad de Navarra.

### Carrera en Polonia
El técnico español sería durante una década segundo entrenador de los clubes de la Ekstraklasa, como Legia de Varsovia, Lech Poznań, Slask Wroclaw.
De segundo entrenador de Legia de Varsovia ha ganado los premios más importantes del fútbol polaco: Campeonato de liga de Polonia en la temporada 2012/2013, la Copa de Polonia de 2007/2008 y 2012/2013 y la Supercopa de Polonia 2008/2009. En 2013, como segundo entrenador dirigió al equipo Legia de Varsovia en la fase de clasificación y playoffs de la UEFA Champions League, y en la fase de grupos de la Liga Europea de la UEFA. Trabajó con Jan Urban hasta final del año 2013 dejando al equipo en el primer puesto, con 5 puntos de ventaja sobre otros rivales en la Liga de Campeonato de Polonia de Ekstraklasa.
En el cuerpo técnico del Legia Varsovia trabajó entre los años 2007-2009 y 2012-2013. Además, en el año 2011, también como el segundo entrenador de Jan Urban dirigió otro club de la Ekstraklasa, el Zagłębie Lubin.
En verano de 2018, se marchó a Lituania para dirigir al FK Trakai de la A Lyga, en el que trabajó durante unos meses.
En octubre de 2018, "Kibu" se convierte en el nuevo entrenador del conjunto Wisla Plock, de la primera división de fútbol de Polonia (Ekstraklasa) hasta el final de la temporada.

### Carrera en India
En 2019 llega a dirigir al Mohun Bagan AC de la I-League, el club de fútbol más viejo de la India en un proyecto a largo plazo. En marzo de 2020 se convierten en campeones de la I-League.
En abril de 2020, se confirma su fichaje por el Kerala Blasters de la Superliga de India, que llega tras ganar la I-League, torneo paralelo a la Superliga de India. Dirigiría al conjunto del Kerala Blasters durante 18 partidos, hasta poner fin a su contrato en febrero de 2021.

### Regreso a Polonia
El 21 de junio de 2021, firma por el ŁKS Lodz de la I Liga de Polonia, la segunda división de Polonia.
El 7 de marzo de 2022, es destituido como entrenador del ŁKS Lodz.

### Regreso a la India
El 1 de junio de 2022, Kibu firma por el Diamond Harbour Football Club con sede en Calcuta para disputar la First Division de la Calcutta Football League.
El 24 de diciembre de 2022, firma como entrenador del Mohammedan SC Calcuta de la I-League.

## Clubes
| Club                               | País     | Año       |
| ---------------------------------- | -------- | --------- |
| CD River Ega                       | España   | 2005-2007 |
| Legia de Varsovia (2.º Entrenador) | Polonia  | 2007-2010 |
| Zagłębie Lubin (2.º Entrenador)    | Polonia  | 2011-2012 |
| Legia de Varsovia (2.º Entrenador) | Polonia  | 2012-2013 |
| CA Osasuna (2.º Entrenador)        | España   | 2014-2015 |
| Lech Poznań (2.º Entrenador)       | Polonia  | 2015-2017 |
| Śląsk Wroclaw (2.º Entrenador)     | Polonia  | 2017-2018 |
| FK Riteriai                        | Lituania | 2018      |
| Wisła Płock                        | Polonia  | 2018-2019 |
| Mohun Bagan AC                     | India    | 2019-2020 |
| Kerala Blasters                    | India    | 2020-2021 |
| ŁKS Lodz                           | Polonia  | 2021-2022 |
| Diamond Harbour Football Club      | India    | 2022      |
| Mohammedan SC Calcuta              | India    | 2023-     |

## Palmarés

### Campeonatos nacionales
| Título   | Club        | País  | Año  |
| -------- | ----------- | ----- | ---- |
| I-League | Mohun Bagan | India | 2020 |